# Palliduphantes cortesi
Palliduphantes cortesi és una espècie d'aranya araneomorfa de la família dels linífids (Linyphiidae). Fou descrita per primera vegada l'any 2003 per Ribera & De Mas & Barranco.
És una espècie cavernícola endèmica de la província d'Almeria; es va trobar a les coves de Sorbas (Almeria). El mascle holotip fa 2,02 mm i la femella Paratip 2,09 mm. El nom està dedicat a Ángel Fernández Cortés, espeleòleg i professor de la Universidad de Almería.